# Oak River (Copperfield River)
Der Oak River ist ein Fluss im Norden des australischen Bundesstaates Queensland.

## Geographie

### Flusslauf
Der Fluss entspringt in der Newcastle Range in den Atherton Tablelands, die zur Great Dividing Range zählen. Von dort fließt er nach Nordosten und mündet etwa zehn Kilometer südlich der Kleinstadt Einasleigh in den Copperfield River.

### Nebenflüsse mit Mündungshöhen
Nebenflüsse des Oak River sind:
- Louey Creek – 547 m
- Goat Gully – 537 m
- Diggings Creek – 534 m
- Edmonds Creek – 518 m